# TBC1D21
TBC1D21 (англ. TBC1 domain family member 21) – білок, який кодується однойменним геном, розташованим у людей на 15-й хромосомі. Довжина поліпептидного ланцюга білка становить 336 амінокислот, а молекулярна маса — 39 221.
| 10         |  | 20         |  | 30         |  | 40         |  | 50         |
| ---------- |  | ---------- |  | ---------- |  | ---------- |  | ---------- |
| MTTLSPENSL |  | SARQSASFIL |  | VKRKPPIDKT |  | EWDSFFDESG |  | HLAKSRDFIC |
| VNILERGLHP |  | FVRTEAWKFL |  | TGYFSWQSSQ |  | DERLTVDSMR |  | RKNYKALCQM |
| YEKIQPLLEN |  | LHRNFTETRN |  | NIARDIQKIY |  | DKDPLGNVLI |  | DKKRLEKILL |
| LSYVCNTQAE |  | YQQGFHEMMM |  | LFQLMVEHDH |  | ETFWLFQFFL |  | QKTEHSCVIN |
| IGVAKNLDML |  | STLITFLDPV |  | FAEHLKGKGA |  | GAVQSLFPWF |  | CFCFQRAFKS |
| FDDVWRLWEV |  | LLTGKPCRNF |  | QVLVAYSMLQ |  | MVREQVLQES |  | MGGDDILLAC |
| NNLIDLDADE |  | LISAACVVYA |  | ELIQKDVPQT |  | LKDFFL     |  |            |

A: Аланін

C: Цистеїн

D: Аспарагінова кислота

E: Глутамінова кислота

F: Фенілаланін

G: Гліцин

H: Гістидин

I: Ізолейцин

K: Лізин

L: Лейцин

M: Метіонін

N: Аспарагін

P: Пролін

Q: Глутамін

R: Аргінін

S: Серин

T: Треонін

V: Валін

W: Триптофан

Кодований геном білок за функцією належить до активаторів гтфаз. 
Задіяний у таких біологічних процесах, як диференціація клітин, сперматогенез, альтернативний сплайсинг. 
Локалізований у цитоплазмі, цитоскелеті, цитоплазматичних везикулах.